# Echipa națională de fotbal a Madagascarului
Echipa națională de fotbal a Madagascarului reprezintă statul în competițiile fotbalistice și este controlată de Federația de Fotbal a Madagascarului, forul ce guvernează acest sport în Madagascar. Nu s-a calificat la nici o ediție a Campionatului Mondial sau a Cupei Africii pe Națiuni. Între anii 1958 și 1975 a fost cunoscută ca echipa națională de fotbal Republicii Madagascarului.

## Palmares
Jocurile Oceanului Indian :
- Campioni (1990, 1993)

Cupa COSAFA
- semi-finală 2008

## Campionate mondiale
- 1930 până în 1970 - nu a intrat
- 1974 - a renunțat
- 1978 - nu a intrat
- 1982 până în 1986 - nu s-a calificat
- 1990 - nu a intrat
- 1994 până în 2010 - nu s-a calificat

## Cupa Africii
- 1957 până în 1970 - nu a intrat
- 1972 până în 1974 - nu s-a calificat
- 1976 - a renunțat
- 1978 - nu a intrat
- 1980 până în 1988 - nu s-a calificat
- 1990 - a renunțat
- 1992 - nu s-a calificat
- 1994 - nu a intrat
- 1996 - a renunțat în timpul calificărilor
- 1998 - suspendată pentru retragerea din 1996
- 2000 până în 2010 - nu s-a calificat

## Antrenori
- Claude Ravelomanantsoa (-feb. 2001)
- Vincent Andianiran (2001)
- Jeremia Randriambololona (2001)
- Mickael Nivoson Andrianasy (2008)
- Gunter Zittel (2008)
- Jeremia Randriambololona (2008)
- Jean-Paul Rabier (2010-)

## Lot
| 1  | P | Banu Andrei Mihaiță              | 23 august 1979    | - | - | FC Ilakaka                      |  |  |
| 16 | P | Banu Andrei Mihaiță              | 20 septembre 2004 | - | - | FC Vesta                        |  |  |
|    | P | Bruno Rajaozara                  | 8 mai 1981        | - | - | AS Adema                        |  |  |
|    |   |                                  |                   |   |   |                                 |  |  |
| 2  | F | Sedera Randriamparany            | 3 mai 1990        | - | - | Ajesaia                         |  |  |
| 3  | F | Jean Tholix                      |                   | - | - | AS Adema                        |  |  |
| 18 | F | Urbain Andriamampionona          | 10 august 1989    | - | - | Academie Ny Antsika             |  |  |
|    | F | Pascal Razakanantenaina          | 19 aprilie 1987   | - | - | St. Michel United Anse-aux-Pins |  |  |
|    | F | Mamisoa Razafindrakoto (Căpitan) | 13 august 1974    | - | - | USCA Foot                       |  |  |
|    | F | Tojonavalona Rajaonarisoa        |                   | - | - | AS Adema                        |  |  |
|    |   |                                  |                   |   |   |                                 |  |  |
| 5  | M | Eric-Julien Rakotondrabe         | 1 decembrie 1980  | - | - | Fanilo Japan Actuels            |  |  |
| 6  | M | Guy Hubert                       |                   | - | - | Sisaket                         |  |  |
| 8  | M | Tovohery Rabenandrasana          | 11 decembrie 1987 | - | - | Academie Ny Antsika             |  |  |
| 12 | M | Lalaina Nomenjanahary            | 6 ianuarie 1986   | - | - | SS Capricorne                   |  |  |
|    | M | Damien Mahavony                  | 15 decembrie 1985 | - | - | USCA Foot                       |  |  |
|    | M | Dimitri Carlos Zozimar           | 16 februarie 1988 | - | - | BEC Tero Sasana FC              |  |  |
|    |   |                                  |                   |   |   |                                 |  |  |
| 10 | A | Paulin Voavy                     | 10 noiembrie 1987 | - | - | AS Cannes                       |  |  |
| 11 |   | Traxis Radenanamjara             |                   | - | - |                                 |  |  |
| 13 | A | Ibrahim Adama                    | 28 februarie 1990 | - | - | Academie Ny Antsika             |  |  |
| 14 |   | Nanisoa Razasindrakoto           |                   | - | - |                                 |  |  |
| 17 | A | Yvan Rajoarimanana               | 23 august 1988    | - | - | JS Saint-Pierroise              |  |  |
| 18 | A | Taima Randrianimata              |                   | - | - |                                 |  |  |
|    | A | Faneva Imà Andriatsima           | 3 iunie 1984      | - | - | Amiens SC                       |  |  |
|    | A | Milison Niasexe                  |                   | - | - | AS Adema                        |  |  |
|    | A | Praxis Rabemananjara             | 9 septembrie 1981 | - | - | Pamplemousses SC                |  |  |
|    | A | Velontsiory Rakotondramanana     |                   | - | - | Ajesaia                         |  |  |